# Mu Cassiopeiae
Mu Cassiopeiae (μ Cas, μ Cassiopeiae) è un sistema binario situato ad una distanza di 24,6 anni luce dal Sistema solare, in direzione della costellazione di Cassiopea, non lontano da η Cassiopeiae (Achird) e α Cassiopeiae (Shedir). È conosciuta anche con il nome proprio "Marfak" e con la sigla HR 343.
La peculiarità del sistema è di avere un grande moto proprio rispetto al sistema solare, di circa 3,78 secondi d'arco. Mu Cassiopeiae si muove, rispetto al Sole, alla velocità di 167 km/s.

## Osservazione
μ Cassiopeiae è una stella dell'emisfero celeste boreale, ed è facilmente individuabile perché costituisce il vertice centrale della W di Cassiopea. La sua declinazione è pari 54° 55', di conseguenza la stella diventa circumpolare più a nord della latitudine 35°N, mentre rimane invisibile più a sud del parallelo 35°S. Essendo di magnitudine 5,12 può essere scorta solo con un cielo sufficientemente libero dagli effetti dell'inquinamento luminoso.
Il periodo migliore per la sua osservazione, dove nell'emisfero nord si presenta alta nel cielo nelle prime ore serali, è durante l'autunno boreale, mentre nell'emisfero australe la sua visibilità è limitata ai mesi primaverili, da settembre a dicembre.

## Caratteristiche fisiche

### Mu Cassiopeiae A
La componente principale è una stella color giallo-arancio di classe spettrale G5V, con circa il 60(80)% della massa del Sole, il 75% circa del suo diametro e il 42% della sua luminosità. Si può a tutti gli effetti considerare come una stella subnana, la sua luminosità infatti è inferiore alle stelle dello stesso tipo spettrale. La sua bassa metallicità (il 15% rispetto al Sole) suggerisce che questa stella sia significativamente più vecchia del Sole ed abbia circa otto miliardi di anni. Mu Cassiopeiae A e la sua compagna sono infatti stelle di popolazione II che fanno parte dell'alone galattico della Via Lattea, e che si sono formate anticamente in una zona della galassia dove gli elementi più pesanti dell'elio erano scarsamente presenti.

### Mu Cassiopeiae B
Solo nei primi anni '60 Nicholas Wagman scoprì che questa stella aveva una compagna, che in seguito si rivelò essere una piccola e relativamente fredda nana rossa di classe spettrale M5-V. Mu cassiopeiae B possiede il 15% della massa del Sole, il 30% della sua metallicità e appena 1/10000 della sua luminosità.
Questa stella percorre un'orbita molto eccentrica, con un semiasse maggiore di circa 1,44 UA.